# Houten
Houten est une commune et une ville néerlandaises, en province d'Utrecht. Elle a fait l'objet d'aménagements de type ville nouvelle avec une création importante de logements, autour d'un plan d'aménagement privilégiant la pratique du vélo. En octobre 2008, la ville a été nommée ville du vélo des Pays-Bas pour l'année 2008.

## Géographie

### Site et situation

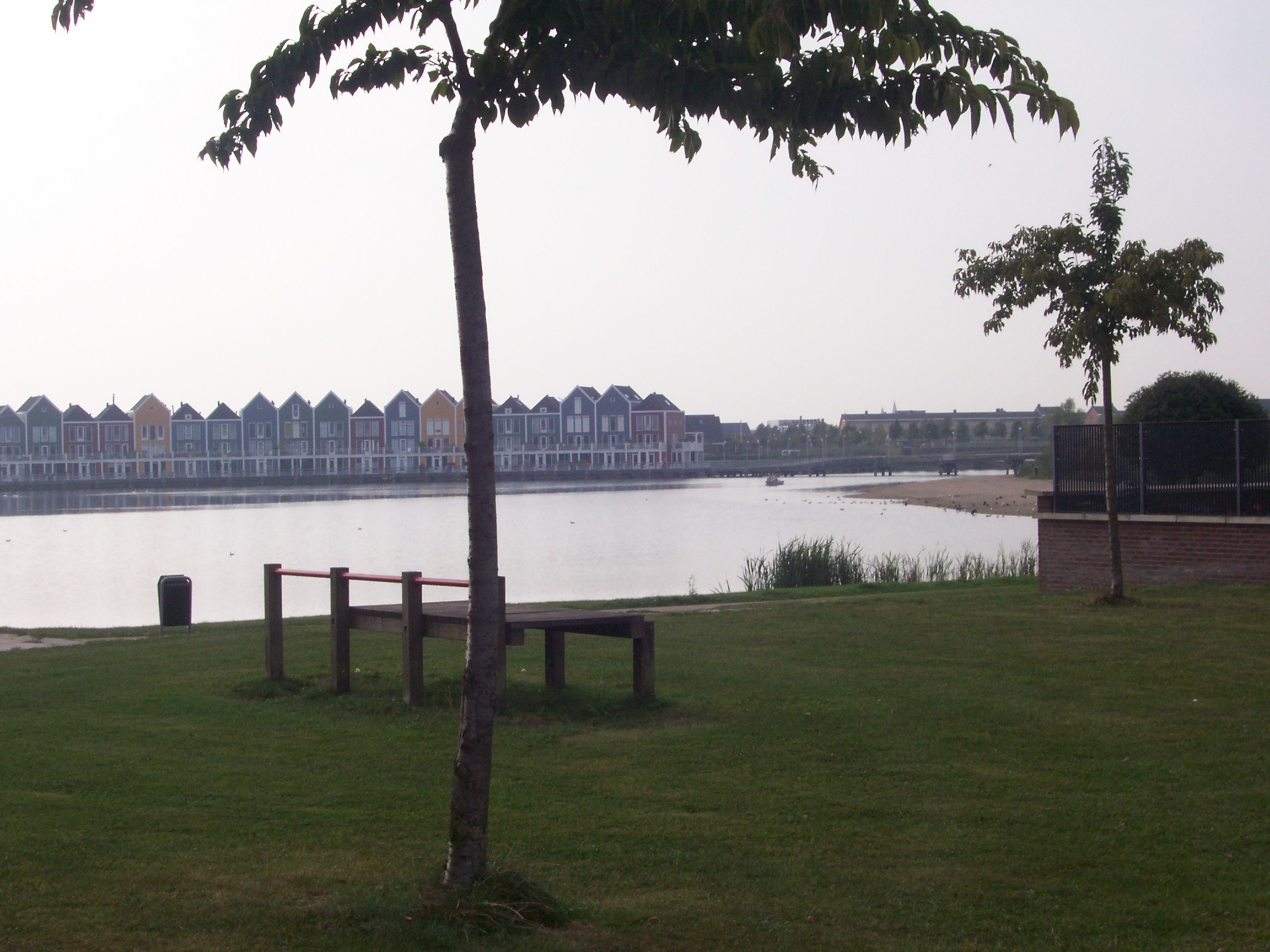
Vue sur un lac à Houten, septembre 2009

Houten se situe au centre des Pays-Bas, à une cinquantaine de kilomètres au sud-est d'Amsterdam.

### Accès et transports
L'A 27 passe à l'ouest de la ville, l'A 12 au nord. La ville est entourée d'un périphérique en anneau. Dans les rues intérieures, la vitesse est fortement limitée.
Une ligne ferroviaire relie Houten à Utrecht au nord-ouest et à Culemborg au sud-est. Houten est équipée de deux gares : Houten Centre et Houten Castellum.
En avril 2011, un parking à vélo de 3 000 places, a été construit au rez-de-chaussée de la gare centrale. Toute la ville est aménagée avec des voies vélo continues (grâce à des stop pour les voitures, ou des tunnels pour passer les voies principales, comme la rocade). Des dispositifs de ralentissement pour les cyclomoteurs ont été mis en place sur ces voies. L'axe principal de la ville de Houten est une voie cyclable de 3,2 km perpendiculaire à la voie de chemin de fer.

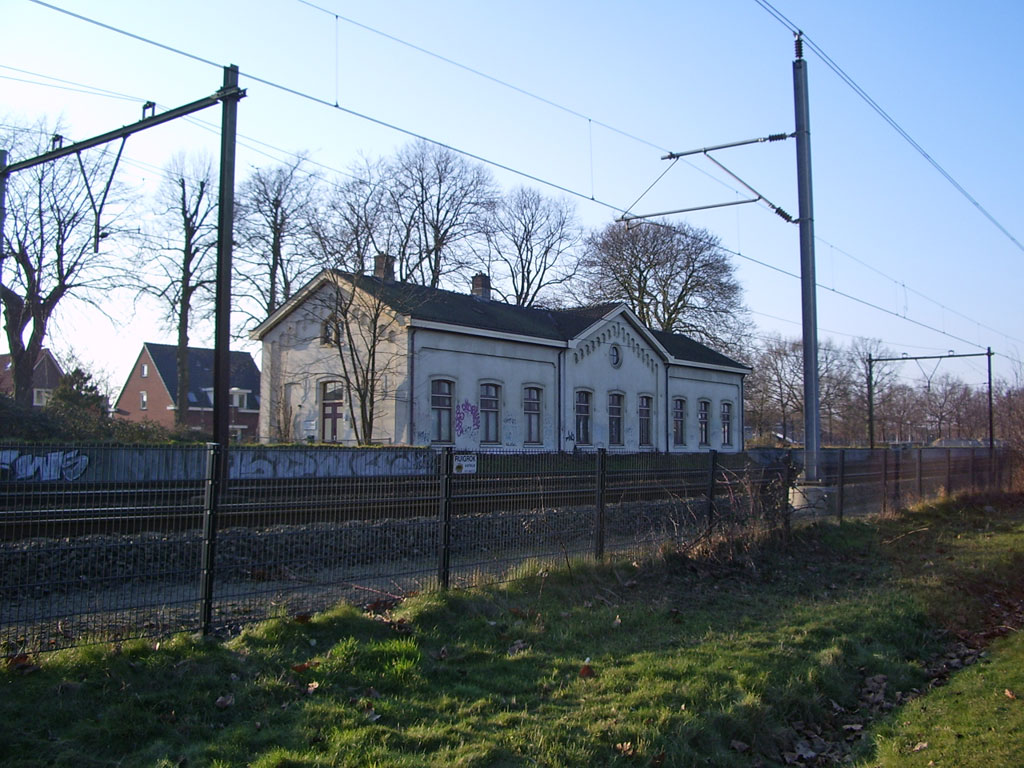
Bâtiment de l'ancienne gare
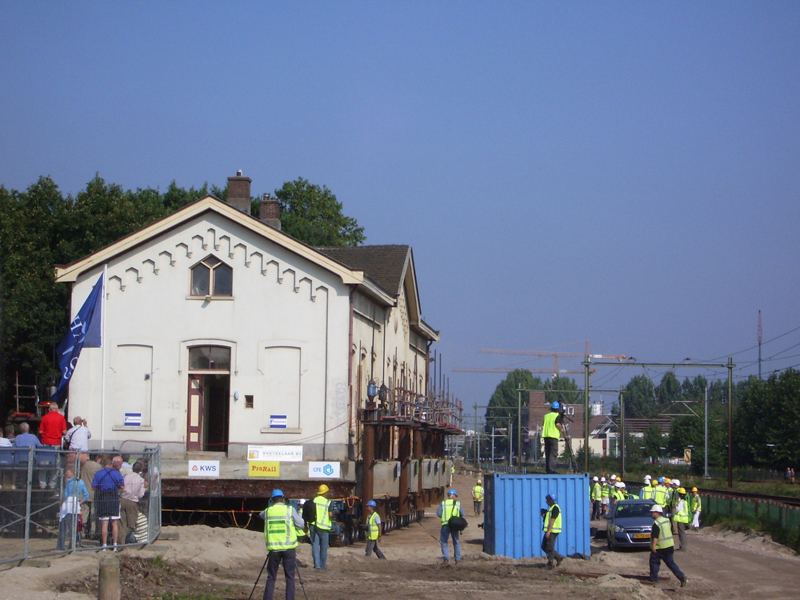
Déplacement du bâtiment de l'ancienne gare (24 août 2007)
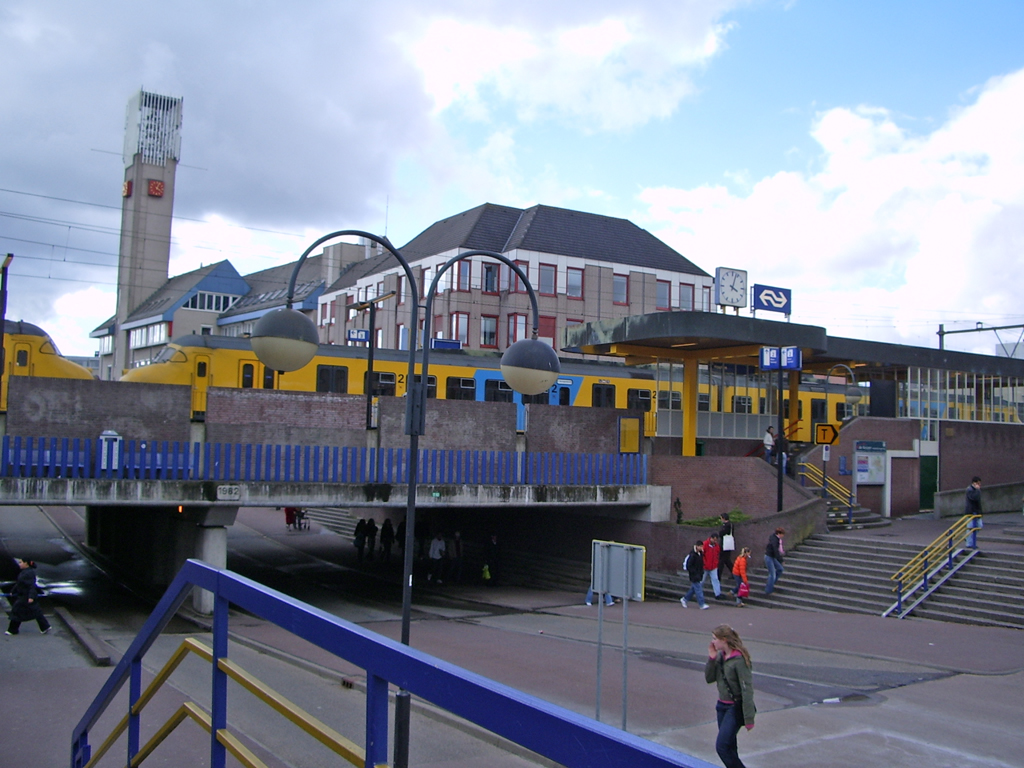
Nouvelle gare d'Houten (1982)

Des bus relient la ville à Nieuwegein (ligne 48), Utrecht (ligne 47), Schalkwijk (ligne 45).

### La ville nouvelle

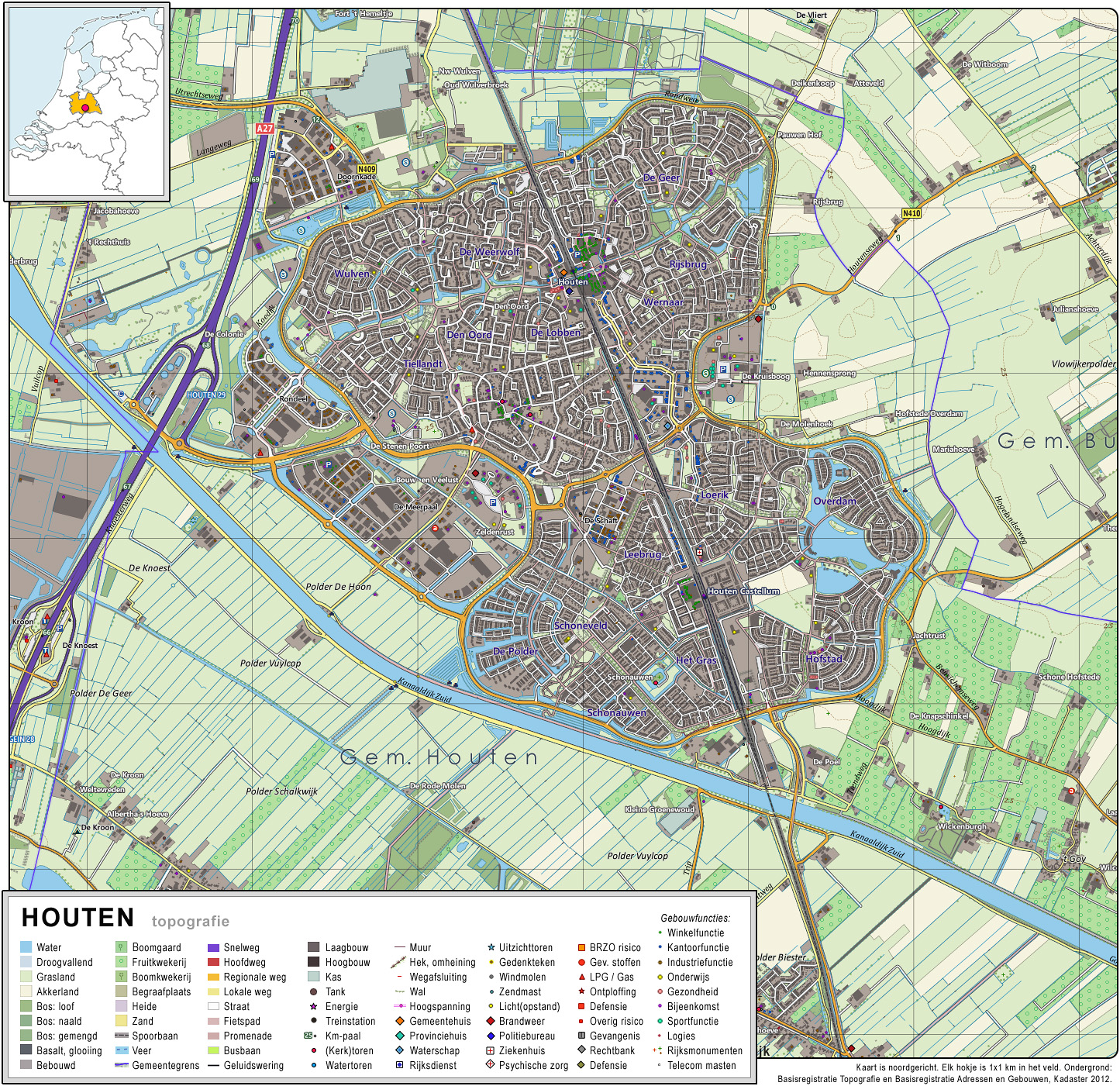
Carte de la ville de Houten.

À partir de 1979, 10 000 logements ont été construits, avec un nouveau centre. Le même principe se retrouve en France avec les villes nouvelles. Le choix a été d'exclure la voiture du centre, et de le réserver aux vélos, avec un réseau cyclable en étoile à partir du centre, et ramifié vers tous les logements. La plupart des magasins sont implantés dans le centre de la ville.
En 1996, 7 000 nouveaux logements ont été construits.
En octobre 2008, la ville a été nommée ville du vélo des Pays-Bas pour l'année 2008 ; c'est par ailleurs l'une des villes les plus sûres des Pays-Bas du point de vue de la sécurité routière.

## Histoire

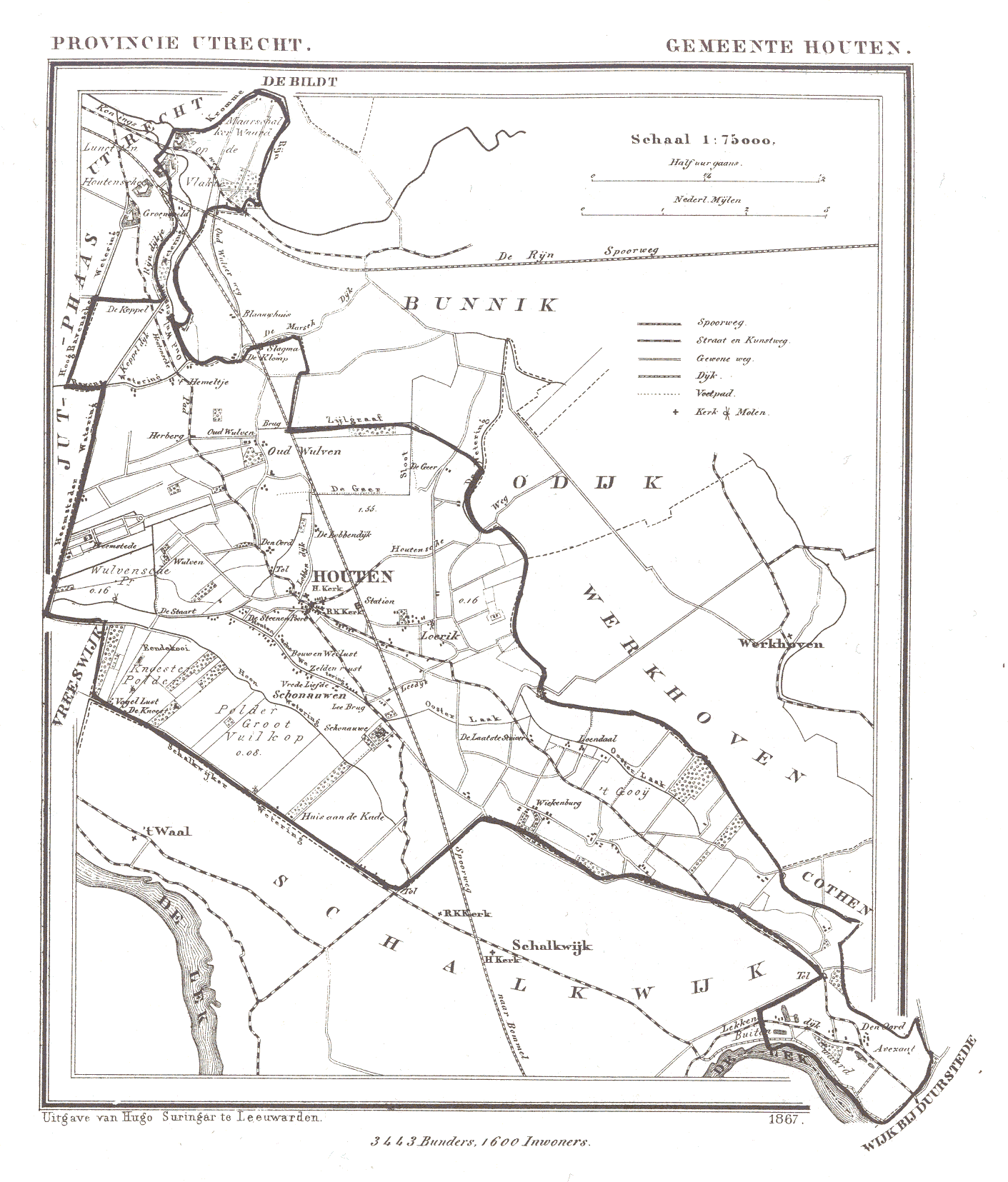
Carte d'Houten en 1867

## Démographie

Pyramide des âges d'Houten, 2008

## Économie
En 2007, le Certu recensait 17 000 emplois dans les domaines du transport, du commerce et de la distribution ; un centre d'affaire de 3 500 emplois était en cours d'installation.

## Vie locale

### Éducation
La plupart des écoles se situent sur les axes cyclistes.

## Pour approfondir